# Bob the Drag Queen
Bob the Drag Queen (anglès: Christopher Delmar Caldwell)  (Columbus, 22 de juny de 1986), nom artístic de Christopher Caldwell, és una drag queen, humorista i personalitat televisiva estatunidenca. És coneguda per guanyar la vuitena temporada de RuPaul's Drag Race.

## Biografia
Caldwell va néixer el 22 de juny de 1986 a Columbus (Geòrgia). Actualment resideix a la ciutat de Nova York. Abans de convertir-se en una drag-queen, Caldwell va treballar en el teatre infantil durant anys. També és activista LGBT. De fet, al programa RuPaul's Drag Race va explicar el moment en què va ser detingut com a drag mentre protestava pels drets LGBT.

## Carrera

### Inicis de la carrera drag
Caldwell va començar com a drag després de veure la primera temporada de RuPaul's Drag Race. Des de les seves primeres presentacions, el seu personatge es va centrar en la comèdia verbal i va treballar en la sincronització labial dos mesos després com a drag. El seu nom artístic inicial va ser Kittin Withawhip, i va ser aparèixer a la sèrie Half Drag de Leland Bobbé amb aquest nom. El 2013 Caldwell va canviar el seu nom artístic per Bob the Drag Queen.

### Vuitena temporada deRuPaul's Drag Race
L'1 de febrer de 2016 es va anunciar que Caldwell formaria part del repartiment en la vuitena temporada de RuPaul's Drag Race. En l'espectacle, Caldwell va destacar pel seu enfocament en la comèdia. Durant l'espectacle, va guanyar tres competicions, incloent-hi l'Snatch Game (Caldwell va retratar Uzo Aduba i Carol Channing)
El 16 de maig de 2016, Caldwell va ser nomenat America's Next Drag Superstar i va rebre un premi de 100.000 dòlars.

## Discografia

### Singles
| Títol                                           | Any  | Posicions màximes                 | Àlbum        |
| Títol                                           | Any  | US Dance/Electronic Digital Songs | Àlbum        |
| ----------------------------------------------- | ---- | --------------------------------- | ------------ |
| "Purse First" (amb DJ Mitch Ferrino)            | 2016 | 15                                | En cap àlbum |
| "Bloodbath" (amb DJ Mitch Ferrino)              | 2016 | En cap àlbum                      |              |
| "Yet Another Dig" (amb Alaska Thunderfuck 5000) | 2017 | En cap àlbum                      |              |

## Filmografia

### Televisió
| Any  | Títol              | Paper                   | Notes                               | Ref. |
| ---- | ------------------ | ----------------------- | ----------------------------------- | ---- |
| 2017 | Playing House      | Ell mateix              | Episodi "Reverse The Curse"         |      |
| 2016 | RuPaul's Drag Race | Ell mateix (concursant) | 10 episodis, guanyador              |      |
| 2016 | High Maintenance   | Darnell                 | Episodi d'estrena d'HBO, "Meth(od)" |      |

### Cinema
| Any  | Títol       | Paper      | Notes | Ref.          |
| ---- | ----------- | ---------- | ----- | ------------- |
| 2017 | Rough Night | Ell mateix | DJ    | [ 13 ] [ 14 ] |
| 2017 | Cherry Pop  | Kitten     |       |               |

### Websèrie
| Any  | Títol    | Paper      | Notes                                 | Ref.   |
| ---- | -------- | ---------- | ------------------------------------- | ------ |
| 2016 | Untucked | Ell mateix | Sèrie conjunta amb RuPaul's Drag Race | [ 15 ] |

### Videoclips
| Títol                                      | Any  | Director                              | Ref.   |
| ------------------------------------------ | ---- | ------------------------------------- | ------ |
| "The Realness"                             | 2016 | Jayson Whitmore                       | [ 16 ] |
| "Purse First"                              | 2016 | Assaad Yacoub                         | [ 17 ] |
| "Straight Outta Oz"                        | 2016 | Todrick Hall                          | [ 18 ] |
| "Bloodbath"                                | 2016 | Cheyenne Picardo & Bob the Drag Queen | [ 19 ] |
| "Yet Another Dig (amb Alaska Thunderfuck)" | 2017 | Assaad Yacoub                         | [ 20 ] |